# Berta Zuckerkandl-Szeps
Berta Zuckerkandl-Szeps (Viena, 13 de abril de 1864-París, 16 de octubre de 1945) fue una escritora, periodista, crítica y salonnière austríaca.

## Vida
Hija del editor periodístico liberal Moritz Szeps (propietario del Neue Wiener Tagblatt), creció en Viena, y fue educada por tutores privados. Se casó con el anatomista Emil Zuckerkandl el 15 de abril de 1886 y tuvieron un único hijo, Fritz Zuckerkandl en 1895.

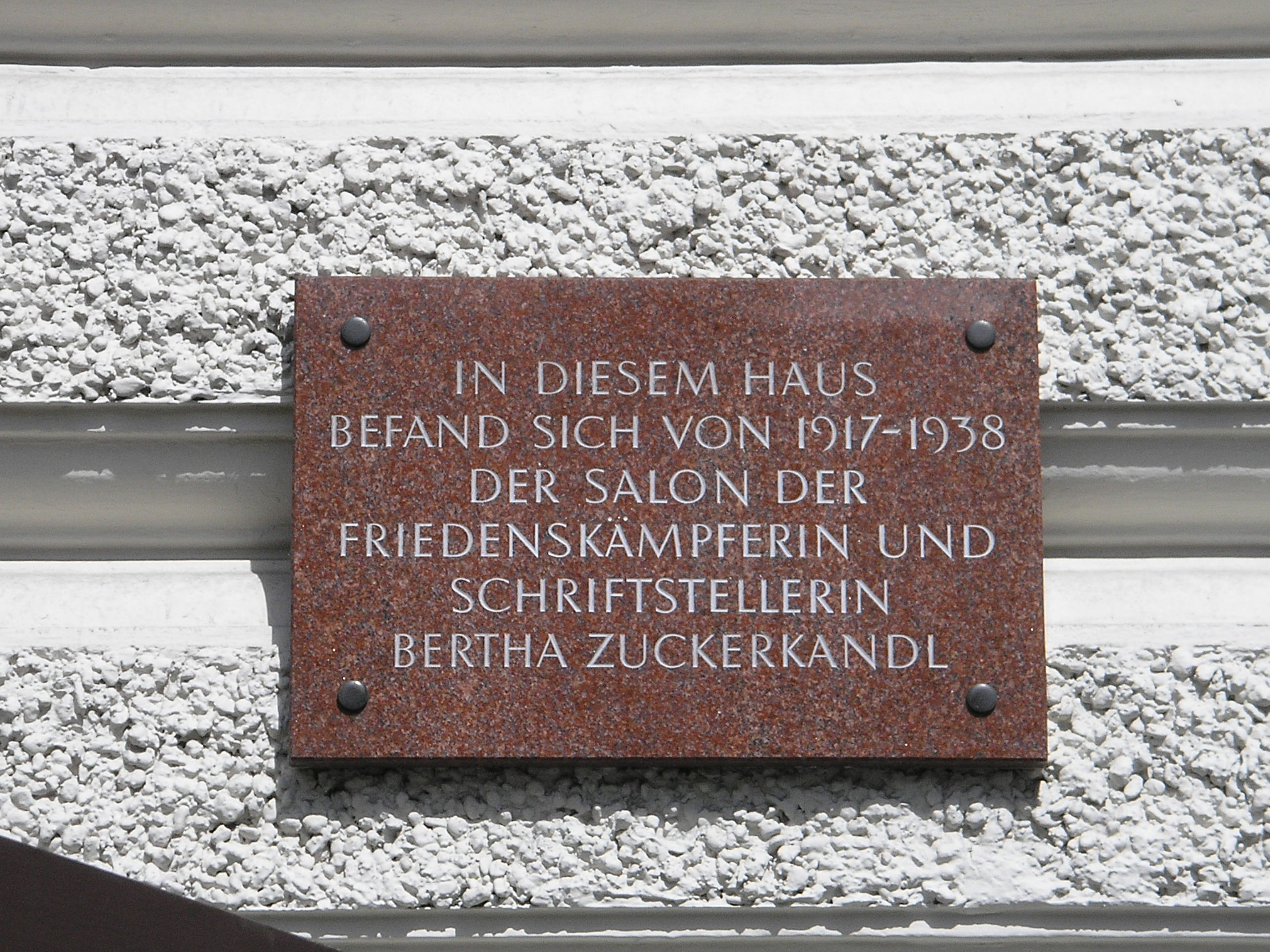
Placa conmemorativa del salón de Bertha Zuckerkandl en el Palacio Lieben-Auspitz, Viena.

Zuckerkandl mantuvo en Viena, desde finales del siglo XIX hasta 1938, un salón literario, inicialmente en una villa situada en la Nußwaldgasse de Döbling, y más adelante en la Oppolzergasse (donde hoy día se halla una placa conmemorativa). En este salón se daba cita la élite artística y científica del país, entre ellos Franz Theodor Csokor, Gustav Klimt, Johann Strauss hijo, Max Reinhardt y Arthur Schnitzler. Alma Mahler-Werfel y Gustav Mahler se conocieron allí en 1901. Entre los artistas 'protegidos' de Zuckerhandl se hallaban Anton Kolig y Sebastian Isepp, pertenecientes al llamado Nötscher Kreis (Círculo de Nötsch).
Su hermana, Sophie, estaba casada con Paul Clemenceau, hermano del primer ministro francés Georges Clemenceau. Durante sus frecuentes visitas a París, Berta pudo conocer en el salón regentado por Sophie a figuras como Auguste Rodin y Maurice Ravel. Debido a estas buenas conexiones con Francia, durante la Primera Guerra Mundial Zuckerkandl tomó parte en esfuerzos diplomáticos por la obtención de la paz.
Como periodista especializada en teatro y arte, Zuckerkandl trabajó para el Wiener Allgemeine Zeitung y el Neue Wiener Journal. Fue promotora de la Secesión Vienesa y de los Wiener Werkstätte, y cofundadora del Festival de Salzburgo. En su salón tuvo lugar la primera lectura pública de la pieza de Hugo von Hofmannsthal "Jedermann". También tradujo varias obras del francés, de autores como Marcel Achard, Jean Anouilh, Jacques Bousquet y Paul Géraldy.
En 1938, tras la anexión de Austria por la Alemania de Hitler, Zuckerkandl, como hija de judíos, se vio obligada a huir al exilio. Fue Géraldy quien viajó a Viena y le ayudó a escapar a París. Allí, Bertha mantuvo estrecho contacto con otros refugiados austriacos, entre ellos Franz Werfel. Como beneficiaria de la Legión de Honor, pudo evitar ser detenida, y logró escapar a Argel junto a su hijo antes de la ocupación de Francia en 1940. Durante la guerra ejerció el activismo político contra Hitler, entre otras cosas en emisiones de radio en las que instaba a los austriacos a la resistencia contra los nazis. No consiguió emigrar a los Estados Unidos. Tras la conquista de Argel por los aliados, trabajó en una emisora de radio, y en 1945 regresó a París.
Zuckerkandl se halla enterrada en el cementerio parisino Père Lachaise. En 2009, en el Alsergrund (9º Distrito) de Viena, se le dio el nombre de Berta-Zuckerkandl-Weg a una calle en su honor.
En 2012, la Biblioteca Nacional de Austria compró al nieto de Zuckerkandl, Emile Zuckerkandl, su archivo personal, que incluía autógrafos de conocidas personalidades, entre ellos pertenecientes a su abuela, así como correspondencia dirigida a esta, o el relato que escribió sobre su fuga de Francia a Argel. Theresia Klugsberger y Ruth Pleyer se hallan actualmente en proceso de preparar dicho manuscrito para su publicación, bajo el título Flucht! Von Bourges nach Algier im Sommer 1940, en la editorial Czernin-Verlag.

## Obras
- Die Pflege der Kunst in Österreich 1848–1898. Dekorative Kunst und Kunstgewerbe. Viena, 1900.
- Zeitkunst Wien 1901-1907. Heller, Viena, 1908.
- Ich erlebte fünfzig Jahre Weltgeschichte. Autobiografía. Editorial Bermann-Fischer, Estocolmo, 1939.
- Clemenceau tel que je l'ai connu. Argel, 1944.
- Österreich intim.  Erinnerungen 1892-1942. Editado por Reinhard Federmann. Editorial Propyläen, Frankfurt, 1970
Tapa blanda: Harper, Frankfurt am Main 1988, ISBN 978-3-548-20985-2.
- Polens Malkunst 1915. En: Roman Taborski (ed.): Stanisław Wyspiański, der große Schöpfer der Polnischen Moderne. Viena, 1996.
- Jung-Polen 1906. En: Roman Taborski (ed.): Stanisław Wyspiański, der große Schöpfer der Polnischen Moderne. Viena, 1996.

### Traducciones
- Paul Annont y Jacques Bousquet: Mama Nicole. Comedia en tres actos. Viena, 1925.
- Edouard Bourdet: Soeben erschienen. Comedia en tres actos. Adaptado para su montaje en alemán por Paul Kalbeck. o.O., 1925.
- Jean-Jacques Bernard: Seele in Not. Drama teatral en tres actos. Eirich, Viena, c. 1928.
- Paul Géraldy. Dramen. Traducción autorizada del francés. Zsolnay, Viena, 1928.
- Henri-René Lenormand: Theater. Dramen. Traducción autorizada del francés. Zsolnay, Viena, 1930.